# Linia Stalina

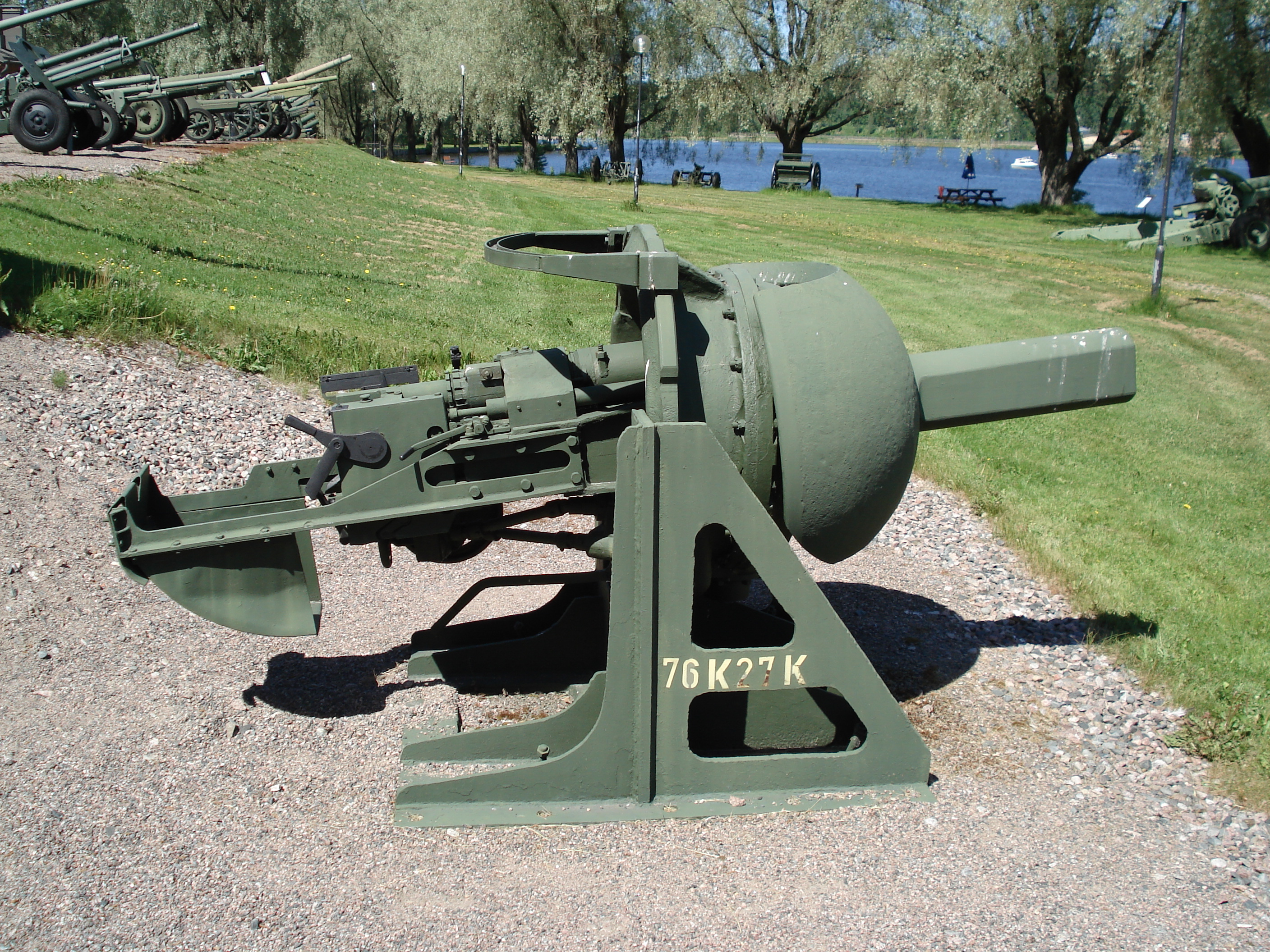
76 mm armata ambrazurowa wz. 1927 w wersji zainstalowanej w schronach Linii Stalina

Linia Stalina – system rejonów umocnionych zbudowany w latach 30. XX w. przez ZSRR wzdłuż swojej zachodniej granicy z Finlandią, Estonią, Łotwą, Polską i Rumunią, od Przesmyku Karelskiego po Morze Czarne.

## Historia Linii Stalina
Fortyfikacje składały się z niepołączonych ze sobą rejonów umocnionych, zwanych „UR” (skrót od rosyjskiego Укрепленный Район). Każdy „UR” wyposażony był w od dwóch do ośmiu batalionów ckm-ów, pułk artyleryjski, kilka baterii artylerii ciężkiej, batalion pancerny, kompanię lub batalion łączności, batalion inżynieryjno-saperski i inne pododdziały. Dorównywał siłą korpusowi, miał własne dowództwo i sztab.
Poszczególne rejony umocnione rozciągały się na długości od 50 do 150 kilometrów wzdłuż granicy i około 12 km głębokości, przy czym pozycja główna miała głębokość około 5 km. Wyposażone były w systemy żelbetowych i pancernych schronów bojowych i umocnień zabezpieczających.
Początkowo zbudowano 13 obszarów ufortyfikowanych: Karelia, Kingisiepp, Psków, Połock, Mińsk, Mozyrz, Korosteń, Nowogród Wołyński, Kijów, Latyczów, Mohylów Podolski, Rybnica, Tyraspol. W 1938 roku rozpoczęto prace mające zapełnić luki pomiędzy nimi, w związku z czym powstało 8 dodatkowych rejonów umocnionych: Ostrow, Siebież, Słuck, Szepetówka, Izjasław, Starokonstantynów, Ostropol, Kamieniec Podolski.
Wewnątrz „UR” budowano podziemne magazyny, elektrownie, szpitale oraz stanowiska dowodzenia i węzły łączności. Podziemne budowle łączył labirynt tuneli i ukrytych połączeń. Każdy „UR” mógł samodzielnie prowadzić działania bojowe nawet w stanie całkowitej izolacji. Podstawowymi elementami „UR” były Stałe Stanowiska Ogniowe – tzw. DOT-y (ros. Долговре́менная огнева́я то́чка).
Jesienią 1939 roku, po ekspansji na zachód w wyniku Paktu Ribbentrop-Mołotow, ZSRR rozpoczął budowę tzw. linii Mołotowa wzdłuż nowych granic. Linia Stalina, która znalazła się na tyłach, została w dużej mierze opuszczona, a jej wyposażenie wymontowane w celu uzbrojenia nowej linii lub porzucone. Pomimo pospiesznego ponownego uzbrajania linii przed atakiem Niemiec, rejony uzbrojone były w niewystarczającym stopniu obsadzone przez piechotę i z tego powodu nie odegrała ona większej roli podczas niemieckiej inwazji na ZSRR w czerwcu 1941 roku. Na centralnym odcinku ataku, miński i słonimiski rejony umocnione zostały przełamane w ciągu 3 dni przez niemieckie dywizje pancerne. Tylko niektóre odcinki, które zostały obsadzone na czas i znajdowały się dalej od granicy, stawiły skuteczny opór (np. odcinki pod Leningradem i Kijowem). Na innych odcinkach radzieckie oddziały musiały improwizować obronę, zwykle z mizernym skutkiem. Oficer dywizji, której polecono zadanie obrony odcinka linii w okolicach Mińska pisał w swoich wspomnieniach: Z początku myśleliśmy że bunkry ułatwią nam zadanie, ale rozpoznanie umocnień pokazało iż będzie trudne, i czasami całkiem niemożliwe wykorzystanie ich według ich przeznaczenia. Nie było specjalnych oddziałów wyszkolonych do obsadzenia bunkrów, brakowało broni i wyposażenia, prąd, światło i wentylacja nie działały. Nie było zapór z drutu kolczastego. Brakowało jakichkolwiek dokumentów (opisów rozmieszczenia punktów ogniowych, dokumentów administracyjnych, wskazówek o kierowaniu ogniem).
Jako że nowa linia nie została przywrócona do użyteczności przed niemiecką inwazją, ogromny wysiłek fortyfikacyjny ZSRR sprzed 1941 w dużej części poszedł na marne.

## Muzea
- Historyczno-kulturalny zespół „Linia Stalina”, Łoszany koło Mińska na Białorusi
- Rubież Siestroriecka w Rosji
- Wojenno-historyczny zespół „Linia Stalina” – Obwód pskowski